# Chajremon z Aleksandrii
Chajremon z Aleksandrii – żyjący w I wieku egipski kapłan i filozof stoicki.
Pochodził z Aleksandrii, przez pewien czas był kierownikiem tamtejszej Biblioteki. Około 49-51 roku przybył do Rzymu, gdzie został nauczycielem młodego Nerona. Cieszył się znaczną sławą jako filolog i znawca pisma hieroglificznego, któremu poświęcił traktat Hieroglifika. Był także autorem dzieła zawierającego historię Egiptu. Z jego pism zachowały się jedynie fragmenty.
Chajremon twierdził, iż tradycyjna religia egipska zawiera w sobie naukę zbieżną z doktrynami stoików. Egipski kler przyrównywał do greckich bractw filozoficznych. Bogów identyfikował z siłami natury, twierdząc iż mity zawierają alegoryczny opis praw rządzących wszechświatem.